# Kindrochit Castle
Kindrochit Castle (schottisch-gälisch: Ceann-drochit) sind die Überreste einer Befestigungsanlage aus dem 11. Jahrhundert. Sie liegen am rechten Ufer des Clunie Water, inmitten der Ortschaft Braemar (Aberdeenshire) in Schottland. Der Name selbst bedeutet „Brückenkopf“ und weist auf die strategische Bedeutung der Burg hin.
Archäologische Ausgrabungen aus dem Jahr 1925 zeigen eine ursprüngliche Wohnhalle, etwa 30 × 10 m groß, teilweise unterkellert und mit kleinen Ecktürmen. Mit dem Umbau von 1390 wurde ein Wohnturm, etwa 21 × 14 m, mit 3 m dicken Wänden errichtet.

## Geschichte
Die Burg wurde zwischen 1057 und 1093 von König Malcolm III. errichtet. Sie kontrollierte den einzigen einfachen Übergang über den Clunie auf einer Strecke von mehreren Tagesreisen, eine gleichzeitig erbaute steinerne Brücke.
König Robert II. besuchte zwischen 1371 und 1388 Kindrochit Castle jährlich, um in den umliegenden Braes of Mar zu jagen.
In einer Urkunde vom 10. November 1390 übereignet König Robert III. die Burg seinem Schwager Malcolm Drummond. Dieser begann mit dem Bau eines Wohnturmes, der zu dieser Zeit der fünftgrößte in Schottland werden sollte. Vor der Fertigstellung wurde Malcolm Drummond jedoch von Unbekannten ermordet.
John Erskine, 18. Earl of Mar besuchte zusammen mit John Taylor, The Water Poet die zu dieser Zeit bereits in Trümmern liegende Ruinen von Kindrochit Castle, als dieser für sein Buch The Pennylesse Pilgrimage im Jahr 1618 durch Schottland reiste. Man erzählte Taylor dabei, dass Malcolm Canmore im Jahr 1059 die Burg als ein Jagdhaus erbaut haben soll.